# ستيفن مارك ريني
ستيفن مارك ريني (بالإنجليزية: Stephen Mark Rainey)‏ (1959)؛ روائي أمريكي.